# BMW M30
Con la sigla M30 si intende una famiglia di motori composta di varie versioni e prodotta dal 1968 al 1994 dalla casa automobilistica tedesca BMW.

Le cilindrate spaziano di 2.5 ai 3.5 litri.

## Storia
Questo motore è stato progettato e realizzato quando alla BMW si pensò ad una nuova serie di vetture di fascia alta da inserire come top di gamma, al di sopra dei modelli della Neue Klasse.

Partendo dai motori a 4 cilindri della famiglia M10, utilizzati proprio sulla Neue Klasse, vennero aggiunti altri 2 cilindri in fila ai primi 4, dando luogo ad un 6 cilindri in linea. Ovviamente anche l'albero a gomiti dovette essere sostituito con uno più lungo. In seguito i cilindri vennero rialesati e ne venne aumentata anche la corsa.

Da tale operazione si ottennero due unità motrici, da 2.5 e da 2.8 litri, che esordirono nel 1968 sulle BMW 2500 e 2800 e sulle BMW 2.8 CS.

A partire dal 1977, tale famiglia di motori divenne informalmente nota come Big Six, per distinguerla dall'altra, più piccola famiglia di motori a 6 cilindri, denominata M20, che esordì proprio nel 1977 e venne riservata ad alcuni modelli delle Serie 3 e Serie 5.

La famiglia M30 è stata in assoluto la famiglia di motori più longeva tra quelle utilizzate dalla Casa bavarese, poiché le ultime evoluzioni furono montate nel 1994 sotto il cofano della BMW 730i E32.

## Caratteristiche
Derivando dai motori della famiglia M10, i propulsori M30 ne ereditano le caratteristiche salienti, e cioè:
- sono motori a 6 cilindri in linea;
- hanno testata in lega di alluminio e basamento in ghisa;
- sono inclinati a destra di 30°;
- hanno quasi tutti distribuzione ad un albero a camme in testa, tranne le M635 CSi e le 745i per il mercato sudafricano che montavano un doppio asse a camme in testa, ma il cui motore, sebbene sia derivato dalla famiglia M30, fa parte di un progetto a sé;
- hanno 7 supporti di banco;
- propongono un'architettura di tipo crossflow, ossia con collettori di aspirazione e di scarico posti sui due lati opposti del propulsore stesso.

All'atto pratico, poi, questi motori sono divenuti famosi per essere praticamente indistruttibili, poiché sono in grado di percorrere anche diverse centinaia di migliaia di km senza grossi problemi.

La famiglia di motori M30 è stata sostituita nel 1992 dalla famiglia M60.

## Evoluzioni e versioni
La famiglia dei motori M30 esordì in due varianti, ma rapidamente si evolse in più versioni, alcune delle quali utilizzate con successo anche in campo agonistico.

### M30B25 (2.5 litri)
È una delle due unità che esordirono nel 1968, precisamente sulla BMW 2500, in seguito ribattezzata BMW 2.5. Le sue misure di alesaggio e corsa sono di 86×71,6 mm, per una cilindrata complessiva di 2494 cm³.

L'alimentazione è affidata a due carburatori doppio corpo oppure, nella serie 5 E28, dal sistema di iniezione meccanica Bosch L-jetronic.

La potenza massima è di 150 CV a 6000 giri/min, mentre la coppia massima è di 215 N m a 3700 giri/min.

Oltre che sulla 2500, tale motore ha trovato applicazione anche sulle BMW 525 e sulle BMW 2.5 CS(quest'ultima non importata in Italia), sulle 725i E23 per il mercato del Benelux e sulle 525i e28. In questo modo, tale motore è stato prodotto per ben diciannove anni, dal debutto della famiglia M30 al 1987, anno in cui la Serie 5 E28 è stata tolta di produzione.

### Versioni da 2.8 litri

#### M30B28V
Questo motore ha debuttato nel 1968 assieme al M30B25, dal quale deriva direttamente e rispetto al quale è stata maggiorata la corsa, arrivando ad un dimensionamento di 86×80 mm. La cilindrata complessiva passò così a 2788 cc. Proposto per oltre 10 anni su vari modelli della gamma, questo motore era alimentato mediante due carburatori doppio corpo, erogando così una potenza massima compresa tra i 165 ed i 170 CV a 6000 giri/min ed una coppia massima di 238 N m a 3700 giri/min. Questo motore ha trovato applicazione sui modelli:
- 2800 (1968-72;
- 2.8 L (1972-77);
- 2800 CS (1968-71);
- 528 E12 (1973-79);
- 728 E23 (1977-79)

#### M30B28
Questo motore venne introdotto nel 1977 sulla 528i E12 ed era la variante ad iniezione elettronica L-Jetronic del precedente. Erogava una potenza massima di 177 CV a 6000 giri/min, con una coppia massima di 240 N m a 3700 giri/min.

Questo motore è stato proposto solo per un anno, per essere poi rimpiazzato.

#### M30B28LE
Questo motore è un'evoluzione del precedente: il sistema ad iniezione elettronica L-Jetronic fu sostituito da una nuova centralina LE-Jetronic, in grado di garantire una potenza leggermente più alta, che raggiunse i 184 CV a 5800 giri/min, mentre il picco di coppia motrice rimase invariata, ma venne raggiunta a 4200 giri/min.

Tale motore fu introdotto nel 1979 e venne proposto fino al 1988 sui seguenti modelli:
- 528i E12/E28 (1979-88);
- 628 CSi (1979-87);
- 728i E23 (1979-86)

### Versioni da 3 litri

#### M30B30V
Questo motore ha debuttato nel 1971 sulla berlina 3.0 S: si tratta di una versione rialesata del 2.8 a carburatore. L'alesaggio di ogni cilindro venne portato infatti da 86 ad 89 mm, con conseguente aumento della cilindrata a 2985 cc. L'alimentazione era a due carburatori doppio corpo Zenith 35/40. La potenza massima era di 180 CV a 6000 giri/min, con un picco di coppia motrice pari a 260 N m a 3700 giri/min.

Tale motore fu proposto fino al 1979 sui seguenti modelli:
- 3.0 S (1971-77);
- 3.0 CS (1971-76);
- 630 CS E24 (1976-79);
- 730 E23 (1977-79)

#### M30B30
Noto anche come M49, questo motore ha debuttato, come il precedente, nel 1971. Anch'esso ha trovato inizialmente posto sulla berlina 3.0 Si e sulla coupé 3.0 CSi. Ferma restando la struttura generale e le dimensioni del motore, la sola differenza sta nel sistema di alimentazione, non più a carburatori, ma ad iniezione meccanica D-Jetronic. Grazie a ciò, la potenza massima crebbe fino a 200 CV a 6000 giri/min, mentre la coppia massima salì a 272 N m a 4300 giri/min.

Tale motore è stato proposto fino al 1977 solo sui due modelli menzionati, in particolare sulla berlina 3.0 Si fino al settembre 1974, quando verrà sostituito dall'unità M30B30LU.
Dal 1986, però, fu introdotta una nuova unità motrice, sempre da 3 litri, che portava la stessa sigla. Anche in questo caso, la struttura ed il dimensionamento del propulsore erano identici all'omonima versione di qualche anno prima, ma cambiava l'alimentazione, stavolta ad iniezione elettronica, con centralina Bosch DME. La potenza massima raggiungeva i 188 CV a 5800 giri/min, mentre la coppia motrice arrivava a 260 N m a 4000 giri/min. Questo motore sopravvisse fino al 1994 e fu quindi l'ultimo esponente in ordine cronologico della famiglia di motori M30. Venne utilizzato su due modelli:
- 730i E32 (1986-94)
- 530i E34 (1988-90)

#### M30B30LU
Questa è una versione aggiornata dell'unità M30B30 prodotta negli anni settanta, da cui si differenziava per la centralina L-Jetronic al posto della D-Jetronic. La sua potenza massima era lievemente inferiore a quella sviluppata dall'unità M30B30, con un picco di 195 CV a 5800 giri/min ed un valore di coppia massima di 267 N m a 4300 giri/min. Tale versione fu montata a partire dal settembre 1974 unicamente sulla 3.0 Si E3, mentre sulla 3.0 CSi continuò ad essere montato il normale M30B30. Questo motore venne pensionato nel 1977.

#### Altri motori da 3 litri
Nella storia dei motori M30 vi fu un'altra versione, utilizzata sulle prime BMW 3.0 CSL. Tale motore è derivato direttamente dal 3 litri ad iniezione normalmente impiegato sulle 3.0 Si e CSi, ossia l'unità M30B30. A partire da tale base, l'alesaggio viene incrementato in maniera minima, quel tanto che basta a far passare le misure di alesaggio e corsa da 89×80 ad 89,25×80 mm. La cilindrata ottenuta è di 3003 cc. I valori massimi di potenza e coppia sono di 200 CV a 5500 giri/min e di 277 N m a 4300 giri/min. Questo motore venne utilizzato tra il 1972 ed il 1973, per essere poi sostituito da una nuova unità di cilindrata maggiore.

### Versioni da 3.2 litri

#### M30B32LE
Questo motore ha esordito nel 1976 e deriva dal 3 litri ad iniezione siglato M30B30. Rispetto a quest'ultimo venne allungata la corsa, che passò da 80 ad 86 mm, con conseguente aumento della cilindrata, che raggiunse i 3210 cm³. L'alesaggio rimase invece invariato. Anche la centralina elettronica venne sostituita: al posto dell'originale D-Jetronic venne montata una L-Jetronic. La potenza massima era di 197 CV a 5500 giri/min, mentre la coppia massima era di 285 N m a 4300 giri/min. Nel 1979 la centralina venne nuovamente cambiata: al posto della L-Jetronic fu montata una nuova Motronic. IL nuovo motore fu indicato con la sigla M30B32. Le prestazioni rimasero comunque inalterate. Tale motore fu utilizzato fino al 1984. Nel complesso, i motori M30B32LE ed M30B30 furono utilizzati su:
- 3.3 Li (1976-77);
- 633 CSi E24 (1976-84);
- 733i E23 (1977-79);
- 732i E23 (1979-82);
- BMW 333i E30, solo per il mercato sudafricano (1985-87).

#### M30B32LAE
Tale motore, detto anche M102 Turbo venne utilizzato esclusivamente su un modello BMW, ossia la 745i E23, in particolare nella produzione compresa tra il 1980 ed il 1982.

Questo motore, come suggerisce una delle sue denominazioni, è basato sull'unità M30B32, dalla quale si differenzia per la centralina LE-Jetronic, ma soprattutto per la presenza di un turbocompressore che ne fa lievitare la potenza massima a 252 CV a 5200 giri/min, mentre il picco di coppia è di 380 N m a 2600 giri/min.

#### Altre versioni da 3.2 litri
Un'altra versione da 3.2 litri fu quella impiegata dalla 3.0 CSLi tra il 1975 ed il 1976. Per realizzare questo motore, si scelse come base il 3 litri utilizzato sulle precedenti CSL, del quale venne allungata la corsa, che passò così da 80 ad 84 mm. La cilindrata salì quindi a 3153 cc. I valori di potenza e coppia massima salirono invece di poco, rispettivamente 206 CV a 5600 giri/min e 292 N m a 4200 giri/min.

### Versioni da 3.3 litri

#### M30B33V
Questo motore debuttò alla fine del 1973, quando fu presentata la 3.3 L, la cui commercializzazione avvenne però solo nel gennaio del 1974. Tale unità motrice derivava dal 3 litri M30B30V, a partire dal quale la corsa venne aumentata, passando da 80 ad 88,4 mm. La cilindrata passò quindi a 3295 cc. L'alimentazione era a due carburatori doppio corpo Zenith 35/40. La potenza massima era di 190 CV a 5500 giri/min, mentre la coppia massima raggiungeva i 300 N mN m a 3500 giri/min.

Questo motore fu utilizzato fino a giugno 1975 unicamente sul modello citato.

#### M30B33LE
È la versione ad iniezione elettronica del precedente, dal quale si differenzia appunto per la presenza di una centralina elettronica L-Jetronic, grazie alla quale i valori di potenza e coppia massima passarono rispettivamente a 197 CV a 5500 giri/min ed a 295 N m a 3500 giri/min. Questo motore venne utilizzato fino al 1976 sulla 3.3 Li: a partire da quella data e fino all'anno successivo, la berlina tedesca avrebbe montato il motore M30B32LE.

### Versioni da 3.4 litri
Questo motore venne realizzato partendo dall'unità da 3.2 litri siglata M30B32LE. Di tale unità venne mantenuta la corsa a 86 mm, ma ne venne aumentato l'alesaggio da 89 a 92 mm, con conseguente aumento della cilindrata complessiva a 3430 cc.

#### M30B34M
In questa prima versione venne installata una centralina Motronic. Tale versione andava a sostituire il 3.5 da 218 CV descritto più avanti, e che montava una centralina L-Jetronic. La potenza massima restava invariata a 218 CV a 5500 giri/min, con una coppia massima di 320 N m a 4000 giri/min. Questo motore fu impiegato su:
- BMW 735i E23 (1982-86);
- BMW M535i E28 (1981-87);
- BMW 635 CSi E24 (1982-87).

#### M30B34
Questa sigla indica la versione di base, che erogava 192 CV a 5400 giri/min, i quali scendevano a 185 nel caso di montaggio del catalizzatore. Questo motore ha trovato applicazione sotto il cofano della BMW 535i E28 (1984-87). La versione catalizzata è stata montata anche sulla 635 CSi Kat (1985-87).

#### M30B34MAE
Questo motore, noto anche come M106, è in pratica la versione sovralimentata del motore M30B34M: utilizza infatti un turbocompressore Garrett, che ne fa lievitare la potenza massima da 218 a 252 CV, mentre il picco di coppia si portò a 380 N m a 2200 giri/min. Questo motore venne impiegato solo nelle 745i E23 prodotte dal settembre 1982 in poi.

#### M30B35Kat
Nonostante le ultime due cifre numeriche nella denominazione facciano pensare ad un'unità da 3.5 litri, si tratta di fatto dello stesso propulsore noto come M30B34M: l'unica differenza sta nella presenza del catalizzatore, che ne limita la potenza a 211 CV a 5700 giri/min. Anche la coppia massima scende leggermente e si porta da 310 a 305 N m a 4000 giri/min. 

Venne utilizzato su tre modelli:
- 535i E34 (1988-92);
- 635 CSi Kat E24 (1987-89);
- 735i E32 (1986-92)

### Versioni da 3.5 litri

#### Motore M88
Questo motore è quello impiegato sulla sportivissima BMW M1, è strettamente imparentato alla famiglia M30, essendo derivato dal 3 litri ad iniezione utilizzato sulla 3.0 CSi, ma nasce da un progetto a parte. Da questo motore derivano anche altre unità motrici anch'esse ricollegabili alla famiglia M30. Altre evoluzioni ancora furono impiegate su modelli di punta come la M635 CSi e le M5 E28 ed E34.

#### M30B35LE
Questo motore nasce dall'esperienza acquisita con il progetto M88 che diede origine al propulsore montato sulla M1. È imparentato strettamente con la famiglia M30, come peraltro anche lo stesso M88. Se dalla normale famiglia M30 riprende la testata a due valvole per cilindro, dal motore dell'M1 riprende invece la cilindrata. In pratica è quasi come trovarsi di fronte ad un motore della M1, ma con distribuzione a due valvole per cilindro anziché quattro. La centralina elettronica utilizzata era una Bosch L-Jetronic.

La potenza massima era di 218 CV a 5200 giri/min, mentre la coppia massima era di 310 N m a 4000 giri/min. Venne utilizzato sulla 635 CSi E24 (1978-82) e sulle 735i E23 prodotte fino al settembre 1982.